# Lamstedt
Lamstedt (niederdeutsch Loomst) ist eine Gemeinde im niedersächsischen Landkreis Cuxhaven. Sie gehört der Samtgemeinde Börde Lamstedt an.

## Geographie

### Lage
Die Gemeinde liegt inmitten einiger Endmoränen der letzten Eiszeit, wie dem Westerberg. In Richtung Osten grenzt Lamstedt an das Ostetal, wo zum Teil kleine Moorflächen vorhanden sind. Nördlich befindet sich der Westerberg, ein Mischwald mit vorwiegend Nadelbaumbewuchs.

### Nachbargemeinden
| Mittelstenahe |                                             | Hemmoor                      |
|               | Kompassrose, die auf Nachbargemeinden zeigt | Hechthausen                  |
| Armstorf      | Hollnseth                                   | Kranenburg (Landkreis Stade) |

## Geschichte
Lamstedt wurde erstmals 1115 als parochia lamstede in Kirchenunterlagen erwähnt. Archäologische Funde weisen aber aus, dass die Börde schon wesentlich früher besiedelt gewesen sein muss. Sie ist im Vörder Register um 1500 niedergeschrieben und damit namentlich erstmals erwähnt. Dabei handelte es sich um den kirchlichen Amtsbezirk.

Die kleine Siedlung Seth ist bereits 1004 in einer Urkunde des Klosters Corwey erstmals erwähnt worden.
Feuerbrände: Am 1. April 1702 brannten 57 Gebäude nieder. Am 8./9. Juni 1812 brach im Zentrum ein Feuer aus; der Kirchturm der St. Bartholomäuskirche war betroffen. Am 4. Juni 1824 gab es ein weiteres großes Feuer im Ort.
Von 1914 bis 1918 bestand zwischen Lamstedt und Gut Haneworth ein Kriegsgefangenenlager.

### Eingemeindungen
Im Zuge der Gebietsreform in Niedersachsen, die am 1. Juli 1972 stattfand, wurden die zuvor selbständigen Gemeinden Hackemühlen, Ihlbeck, Nindorf und Wohlenbeck in die Gemeinde Lamstedt eingegliedert.

### Einwohnerentwicklung
| Jahr | Einwohner | Quelle |
| ---- | --------- | ------ |
| 1821 | 0914      | [ 4 ]  |
| 1885 | 1.229     | [ 5 ]  |
| 1910 | 1.364     | [ 6 ]  |
| 1925 | 1.328     | [ 5 ]  |
| 1933 | 1.247     | [ 5 ]  |
| 1939 | 1.307     | [ 5 ]  |
| 1950 | 2.232     | [ 7 ]  |
| 1956 | 1.841     | [ 7 ]  |
| 1973 | 2.874     | [ 8 ]  |
| 1975 | 02.898 ¹  | [ 9 ]  |

| Jahr | Einwohner | Quelle |
| ---- | --------- | ------ |
| 1980 | 2.875 ¹   | [ 9 ]  |
| 1985 | 2.886 ¹   | [ 9 ]  |
| 1990 | 3.050 ¹   | [ 9 ]  |
| 1995 | 3.151 ¹   | [ 9 ]  |
| 2000 | 3.287 ¹   | [ 9 ]  |
| 2005 | 3.387 ¹   | [ 9 ]  |
| 2010 | 3.249 ¹   | [ 9 ]  |
| 2015 | 3.349 ¹   | [ 9 ]  |
| 2019 | 3.314 ¹   | [ 9 ]  |
| 0    | 0         | 0      |

¹ jeweils zum 31. Dezember
|  |

## Politik

### Gemeinderat
Der Rat der Gemeinde Lamstedt besteht aus 15 Ratsfrauen und Ratsherren. Dies ist die festgelegte Anzahl für die Mitgliedsgemeinde einer Samtgemeinde mit einer Einwohnerzahl zwischen 3.001 und 5.000 Einwohnern. Die Ratsmitglieder werden durch eine Kommunalwahl für jeweils fünf Jahre gewählt. Die aktuelle Amtszeit begann am 1. November 2021 und endet am 31. Oktober 2026.
Stimm- und sitzberechtigt im Gemeinderat ist außerdem der ehrenamtliche Bürgermeister.
Die letzten Gemeinderatswahlen ergaben folgende Sitzverteilungen:
| Partei/Wählergruppe         | 2021 | 2016 |
| Bürgerliste Lamstedt (BL)   | 9    | –    |
| WG "Wir für Lamstedt" (WfL) | 3    | –    |
| SPD                         | 1    | 4    |
| CDU                         | 1    | 11   |
| Einzelbewerber              | 1    | –    |
| Gesamt                      | 15   | 15   |

### Bürgermeister
Der Gemeinderat wählte das Gemeinderatsmitglied Manfred Knust (bis 2021 CDU) zum ehrenamtlichen Bürgermeister für die aktuelle Wahlperiode. Seine Stellvertreter sind Wilfried Päuser und Heinz-Dieter Lübke.

### Wappen

#### Gemeindewappen
Der Entwurf des Kommunalwappens von Lamstedt stammt von dem Heraldiker und Wappenmaler Albert de Badrihaye, der zahlreiche Wappen im Landkreis Cuxhaven erschaffen hat.
| Wappen von Lamstedt | Blasonierung: „In Blau auf goldenem Schildfuß ein silbernes Hünengrab (Steintisch).“                                                                                             |
| Wappen von Lamstedt | Wappenbegründung: Die Börde Lamstedt besaß früher zahlreiche vorgeschichtliche Steingräber, von denen eines, der „Steinofen“ im Westerberg, bis in die Gegenwart erhalten blieb. |

#### Wappen der Ortsteile

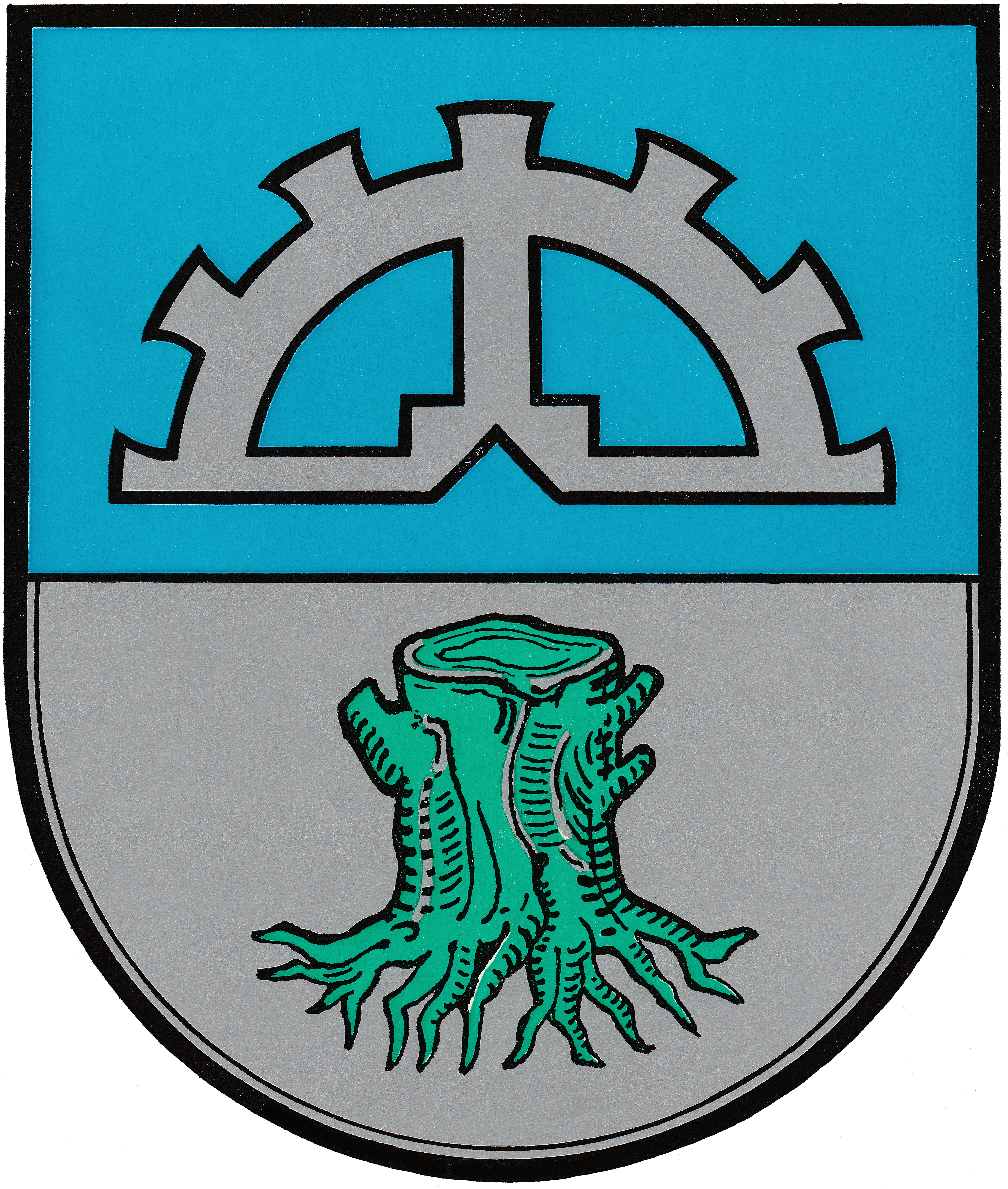
Hackemühlen (Details)
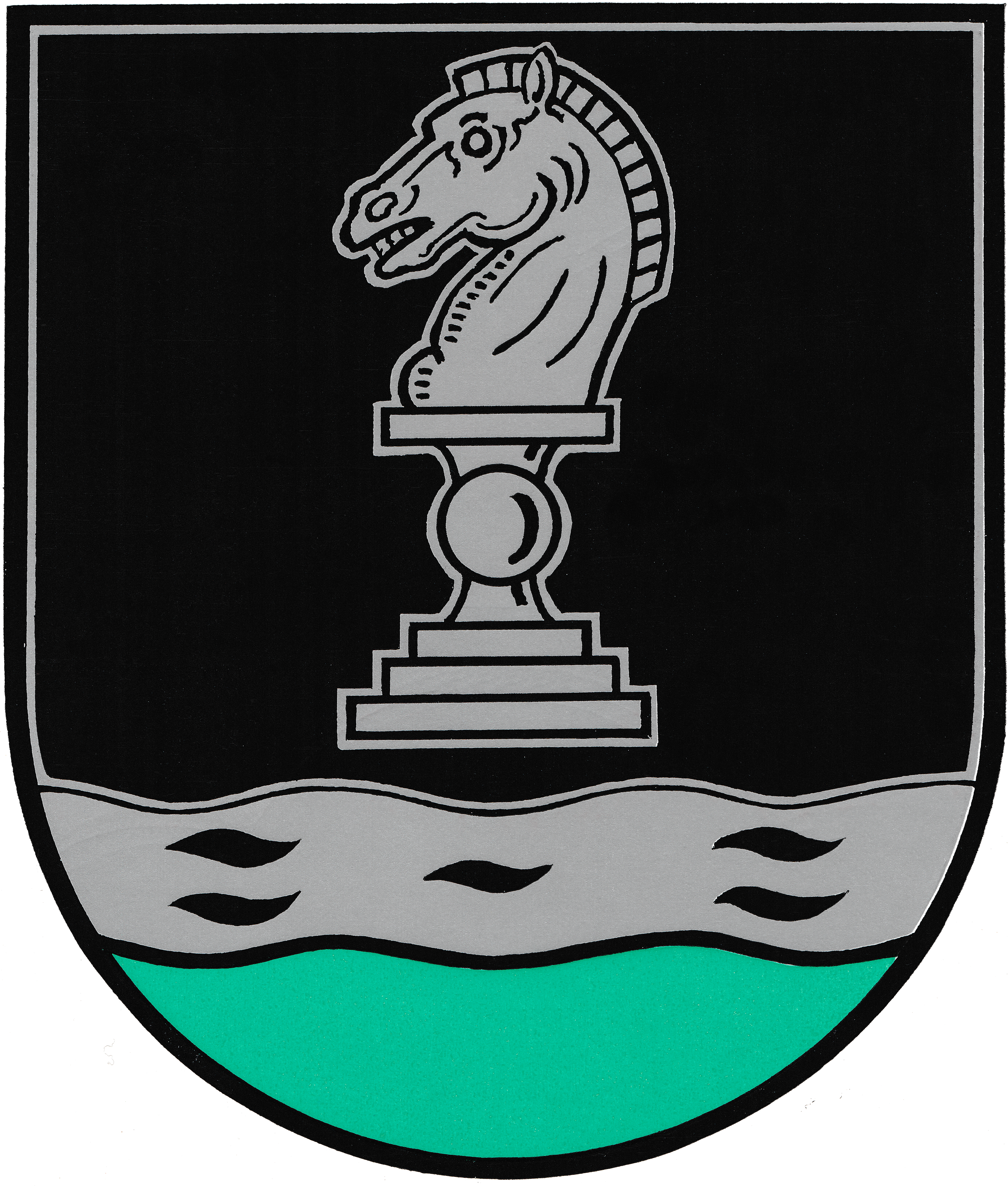
Ihlbeck (Details)
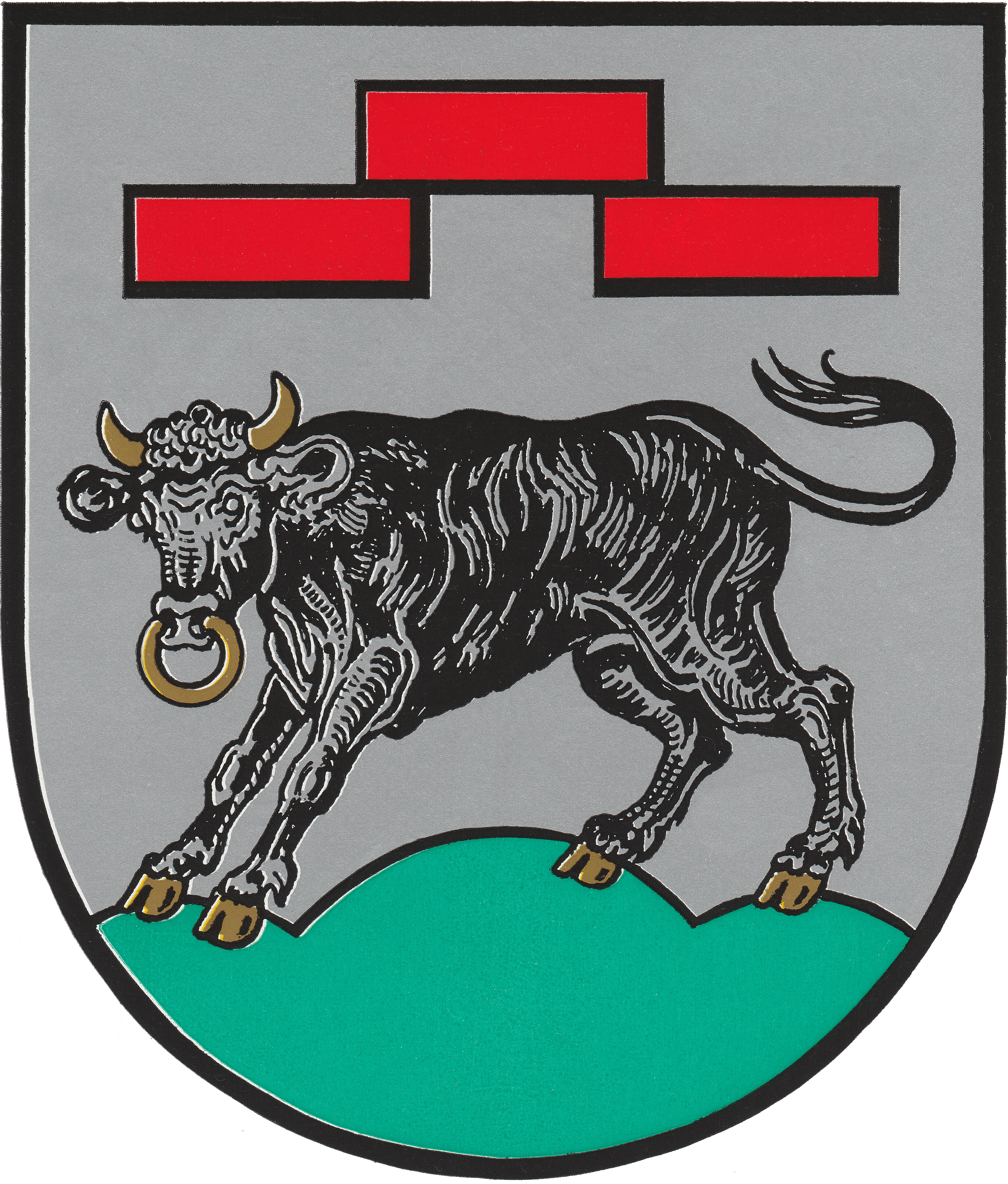
Nindorf (Details)
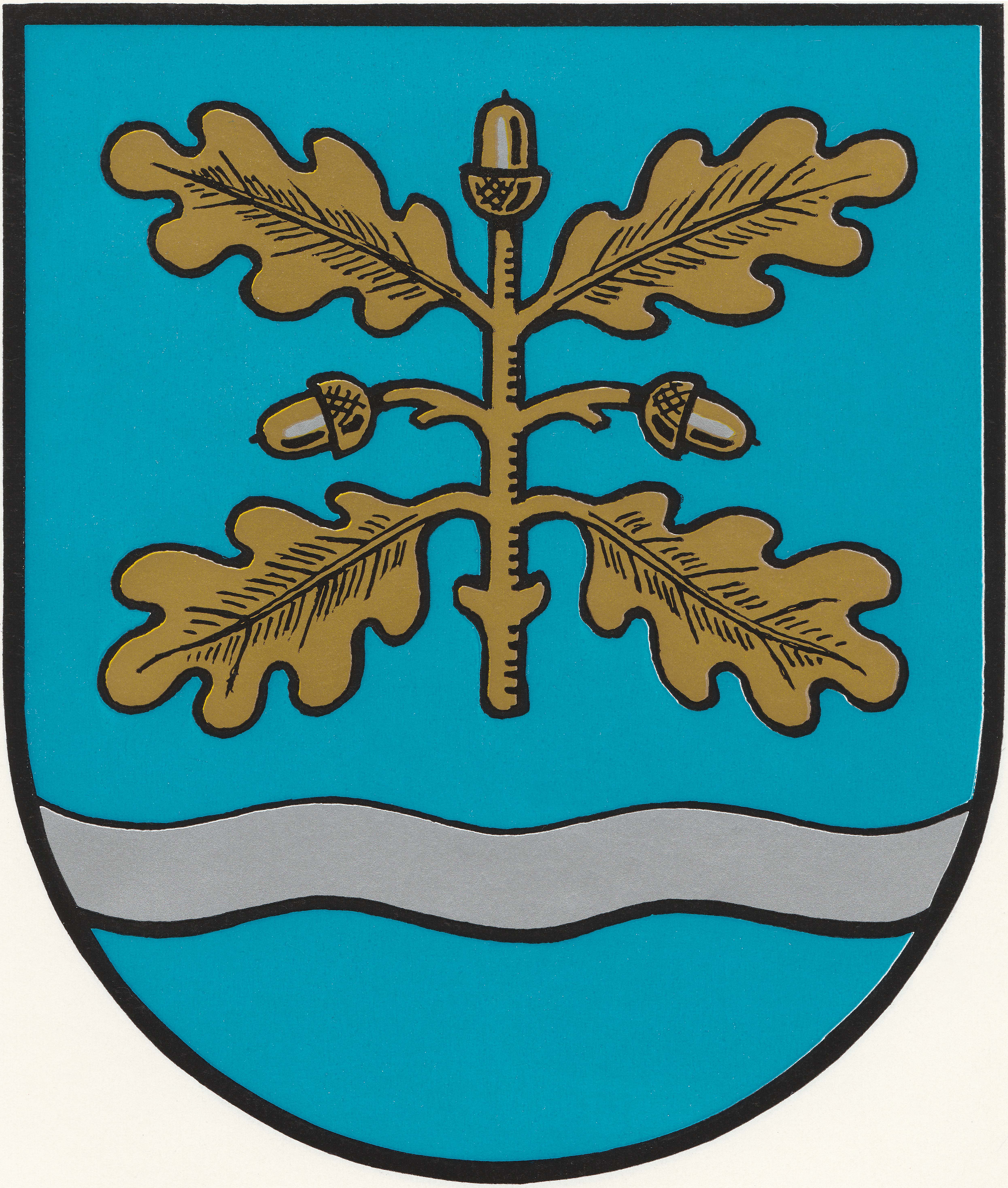
Wohlenbeck (Details)

### Gemeindepartnerschaften
- Władysławowo, Polen, seit 1992

## Kultur und Sehenswürdigkeiten

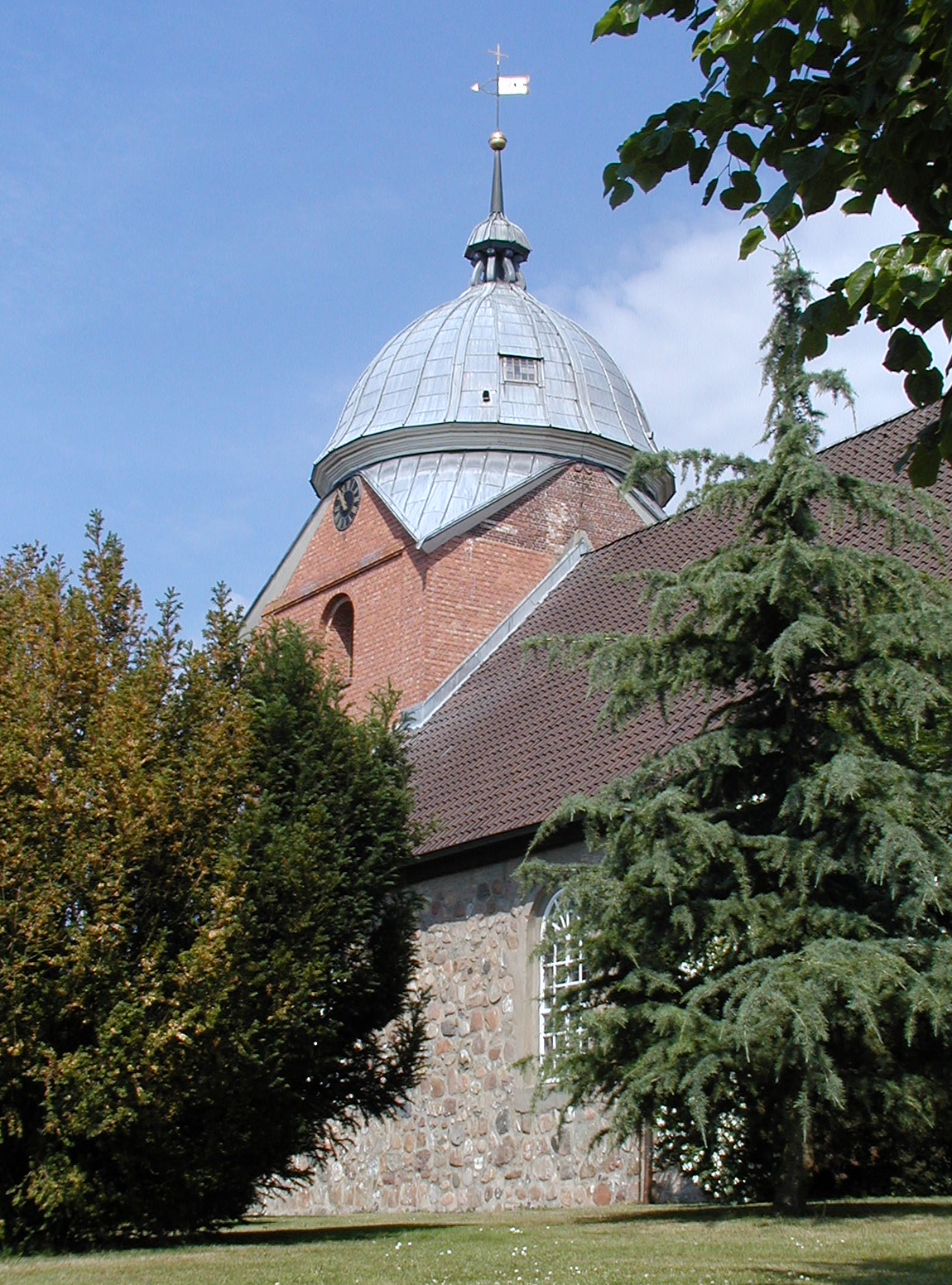
St. Bartholomäuskirche Lamstedt

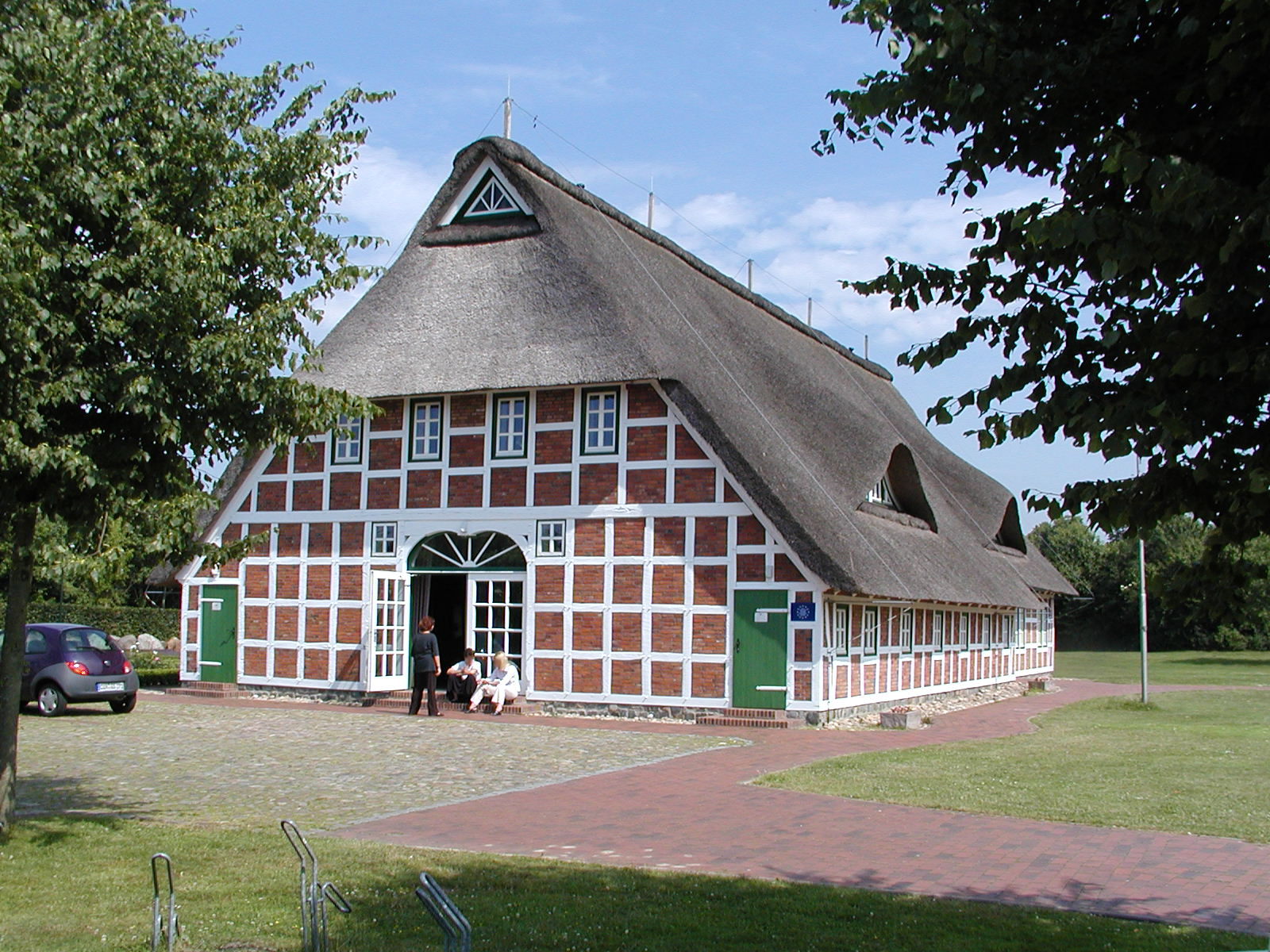
Bördemuseum Lamstedt (Bördehuus), wiederaufgebautes Niederdeutsches Hallenhaus

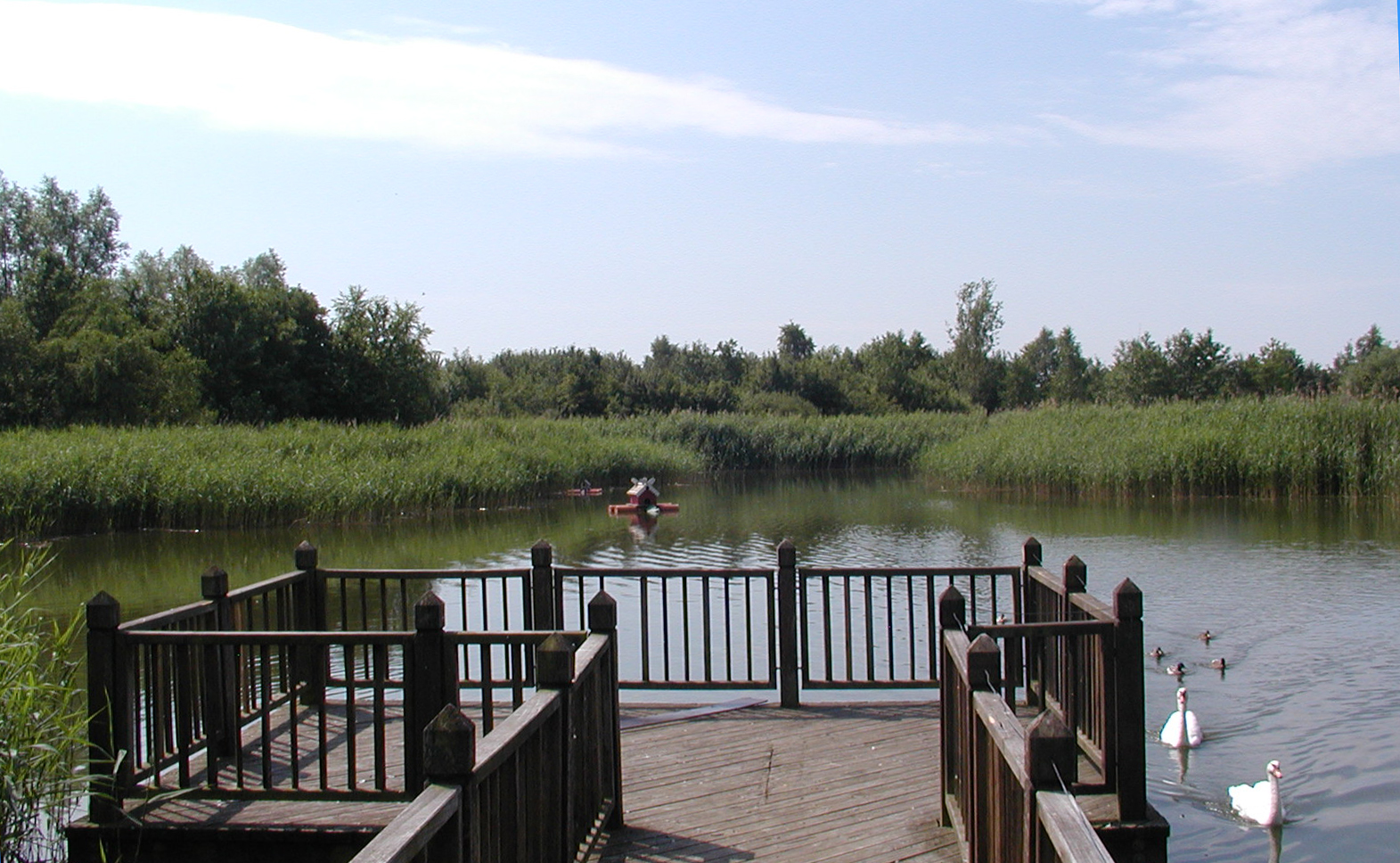
Landschaftspark am Bördehuus hinter dem Rathaus und der Bördehalle

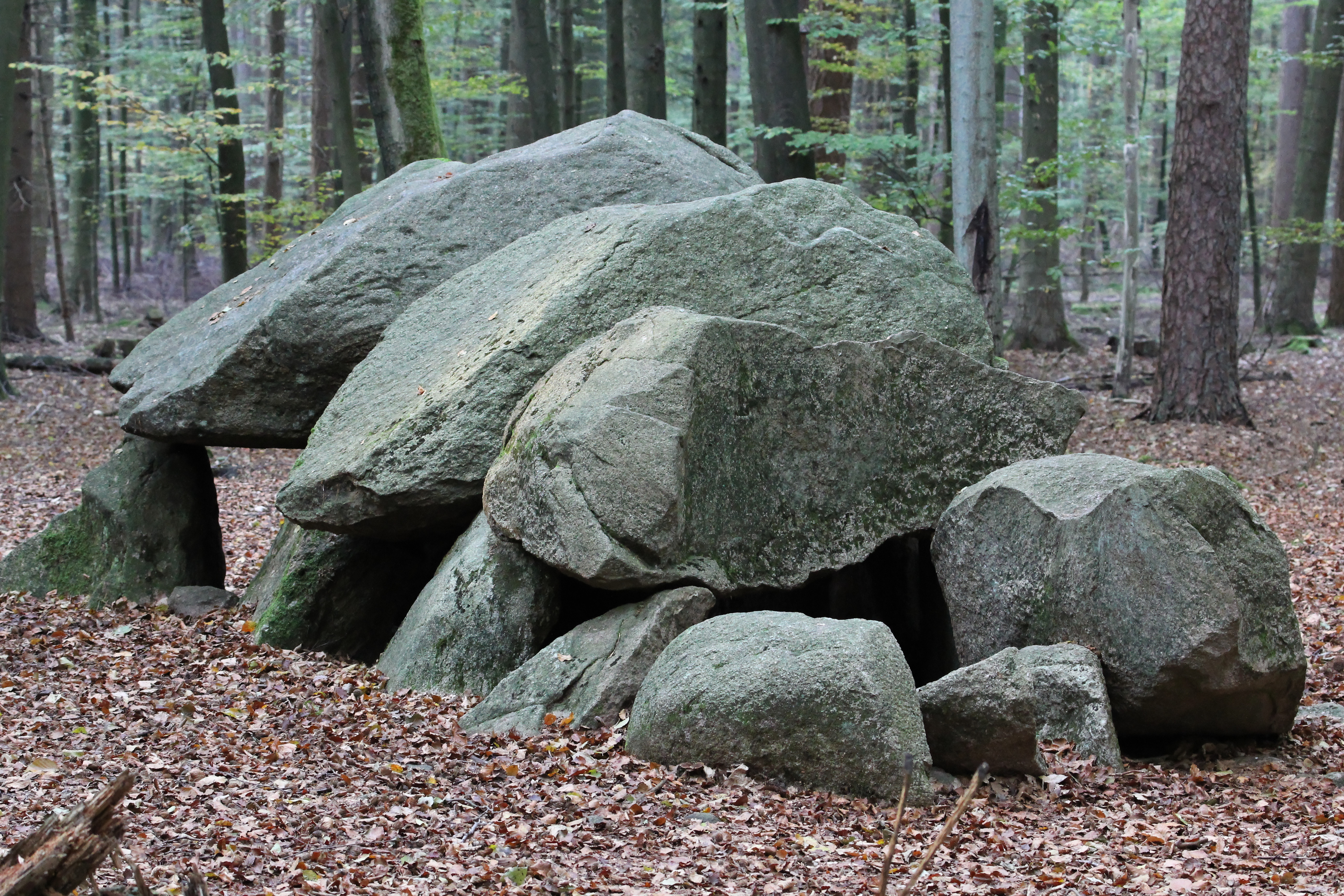
Großsteingrab am Westerberg

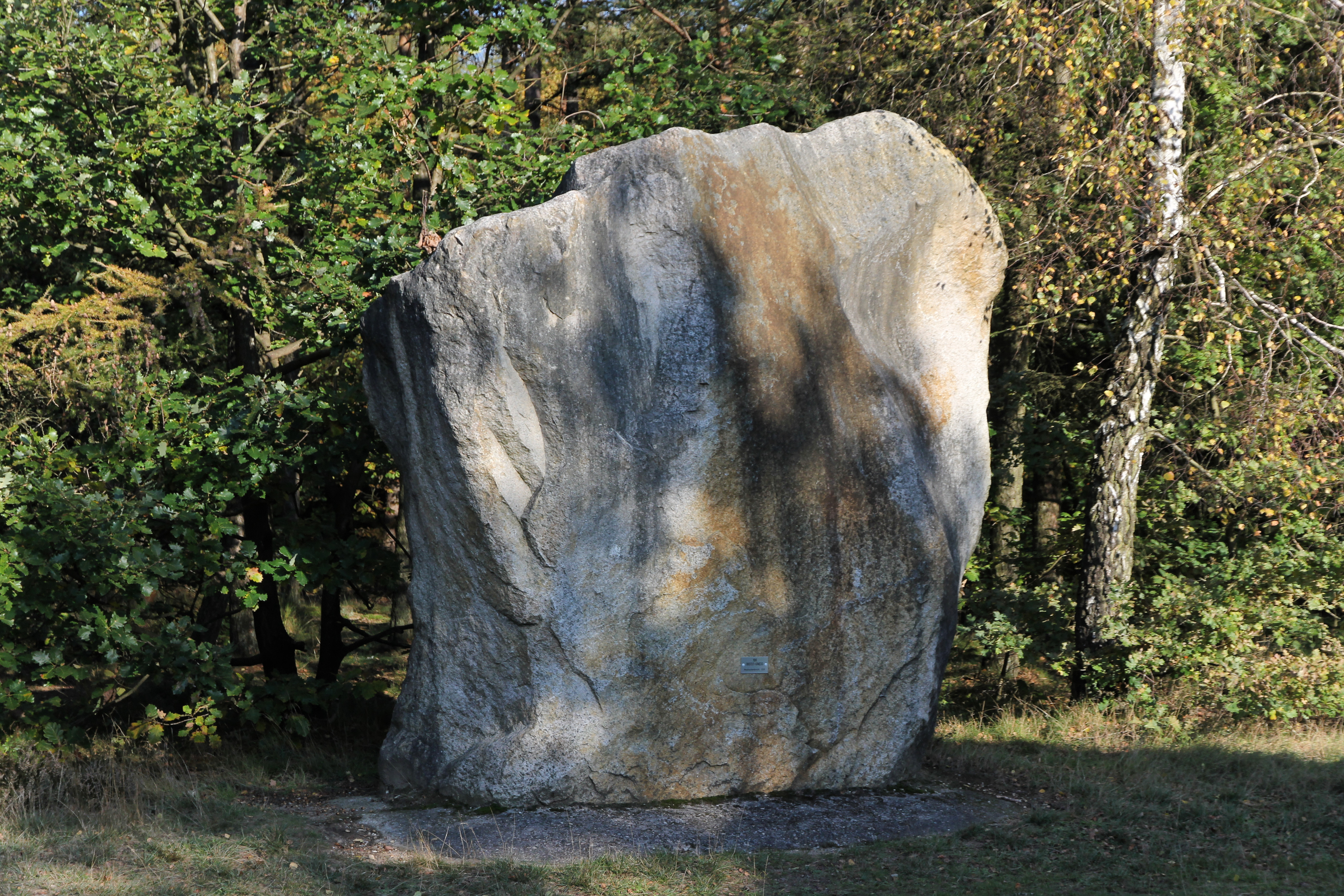
Steingarten am Westerberg

### Bauwerke
- Ev. Pfarrkirche St. Bartholomäuskirche, sie wurde in einem Ablassbrief 1300 zum ersten Mal erwähnt; Kirchenschiff aus Feldsteinmauerwerk mit polygonalen Ostabschluss, Westempore von um 1700, Nordempore ebenso wie das Deckengewölbe mit hölzernen Segmentbogentonnen von 1768,  eigenwilliger Westturm von 1768 nach Plänen von Oberlandbaumeister Christian Wundram in Backstein, anstelle eines hölzernen Kirchturm, der Turm brannte 1812 aus und wurde 1820 wiederhergestellt mit Kuppelhelm; Innen: Altarretabel mit  großen Säulenrahmen und Kreuzigungsgemälde (um 1730), Kanzel (Ende  17. Jh.), Kelch sowie  Holzkruzifix im Kirchenschiff (jeweils zweite Hälfte des 15. Jh.).[17]
- Bördemuseum Lamstedt im Landschaftspark
- Wohn- und Wirtschaftsgebäude Alte Schulstraße 5, 1848 als Pfarrhaus gebaut
- Wohn- und Wirtschaftsgebäude Hauptstraße 21. in Fachwerk, im Kern von 1784; im 19. Jh. überformt und vergrößert
- Wohn- und Wirtschaftsgebäude Kleinmühlen 11 von um 1820, in Fachwerk
- Hofanlage Seth 2 von u. a. 1861, tw. in Fachwerk
- Gutsanlage Haneworth von 1914 mit Park
- Fernmeldeturm Lamstedt
- Megalithanlage Steenaben im Wald nördlich des Ortes
- Lamstedt liegt an der Deutschen Fährstraße

### Museen
- Bördemuseum Lamstedt, Wohn-/ Wirtschaftsgebäude von 1848, 1964 zum heutigen Standort versetzt, Musem mit bäuerlichen Kulturgütern und den überlieferten Trachten der Geestbewohner
- Norddeutsche Radiomuseum mit über 200 alten Radios, der Entstehungsgeschichte der ersten Funkübertragung, der Radiosender in Deutschland

### Parks
- Martin-Steffens-Park
- Steingarten im Westerberg mit dem Vorgeschichts- und Waldlehrpfad
- Park von Gut Haneworth (unter Denkmalschutz)

## Wirtschaft und Infrastruktur

### Öffentliche Einrichtungen
- Schwimmbad Lambada

### Bildung
- Grundschule Börde Lamstedt mit den Außenstellen Armstorf, Mittelstenahe und Basbecker Berg
- Oberschule Am Hohen Rade

### Sport
Lamstedt bietet ein großes Sportzentrum, hier befinden sich mehrere Sportplätze, zwei Turnhallen und eine Schwimmhalle. Außerdem besitzt Lamstedt mehrere schöne und ausgedehnte Fuß- und Radwege. Es befinden sich in der Gemeinde Tafeln, auf denen die Routen und Sehenswürdigkeiten stehen.

### Kreditinstitute
Lamstedt ist Sitz der Spar- und Darlehnskasse Börde Lamstedt-Hechthausen eG. Darüber hinaus unterhält die Weser-Elbe-Sparkasse eine Filiale in Lamstedt. Bis 2017 betrieb die Volksbank Stade-Cuxhaven eG in Lamstedt eine Filiale.

### Verkehr
In Lamstedt verläuft die B 495.
Lamstedt verfügt über ein Bürgerbus, der von Lamstedt über Hemmoor, Hechthausen und zurück fährt (Linie 1941), sowie weitere Buslinien Richtung Hechthausen (Linie 1044), Warstade (Linie 1046), Armstorf (Linie 1050), Abbenseth und Nindorf (Linie 1051), Varrel (Linie 1052), Neubachenbruch (Linie 1053), Ihlbeck (Linie 1054) und Bremervörde (Linie 810).

## Persönlichkeiten

### Söhne und Töchter der Gemeinde
- Adolf Kottmeier (1822–1905), evangelisch-lutherischer Pastor und Gründer sowie erster Leiter der heutigen Rotenburger Werke der Inneren Mission
- Claus Spreckels (1828–1908), Zuckerfabrikant in den USA (Sugar King von Hawaii und Kalifornien), finanziell zweiterfolgreichster deutscher Emigrant des 19. Jahrhunderts: Nr. 40 auf der Liste der reichsten Amerikaner aller Zeiten
- Heinrich Evers (1884–1960), Flugpionier und Rennfahrer[18]
- Wolfgang Rolff (* 1959), ehemaliger deutscher Fußballnationalspieler, gehörte von 2004 bis 2013 dem Trainerstab von Werder Bremen an

### Personen, die mit der Gemeinde in Verbindung stehen
- Julius August Friedrich Kottmeier (1794–1871), Pfarrer in Lamstedt (siehe unter: Familie des Adolph Georg Kottmeier)
- Diederich Hahn (1859–1918), nationalliberaler, später konservativer Politiker und führender Funktionär und anti-großkapitalistischer, antisemitischer Ideologe des Bundes der Landwirte, lebte mit der Familie auf dem „Gut Hanevorth“ in der Lamstedter Heide
- Margarethe Hahn-Böing (1877–1956), Pianistin und Klindworth-Schülerin, Autorin (Pseudonyme: Margarethe Hahn von der Oste, Margarete von der Oste), lebte mit der Familie auf dem „Gut Hanevorth“ in der Lamstedter Heide
- Werner Lang (1924–1999), Fußballspieler und -trainer, spielte nach der Rückkehr aus britischer Kriegsgefangenschaft Handball in Lamstedt
- Ursula Kirchberg (* 1938), Kinderbuchillustratorin, lebt und arbeitet seit 1981 in Lamstedt
- Stefan Aust (* 1946), Journalist und Autor, wohnt in Lamstedt

## Sagen und Legenden
- Die heilige Ziege
- Einer Mutter Liebe[19]
- Pastor Block[19]
- Der Westerberger Wald[19]
- Die Pennkuhle[19]
- Der Schuhberg[19]